# Горянов, Андрей Валерьевич
Андре́й Вале́рьевич Горя́нов (род. 2 апреля 1976, Ленинград) — российский журналист, медиаменеджер, преподаватель. Исполнительный продюсер BBC Eye (2024—н. в.). Бывший генеральный продюсер «Русской службы Би-би-си» (2014—2024). Бывший главный редактор интернет-издания «Slon.ru» (2011—2014) и журнала «Финанс» (2010—2011). Бывший автор и ведущий программы «Деньги» на телеканале «Дождь».

## Биография
Учился в Санкт-Петербургской медицинской академии на врача (не закончил).
Впоследствии окончил экономический факультет Санкт-Петербургского государственного университета, затем — факультет журналистики того же университета. Получил степень магистра социологического факультета Московской высшей школы социальных и экономических наук (МВШСЭН), в том же году окончил аналогичную программу в Манчестерском университете (MA in Sociology).
В 2000—2005 годах работал в банковском бизнесе. До 2003 года был сотрудником пресс-службы Международного банка Санкт-Петербурга. С 2003 года по 2005 год работал в управлении по связям с инвесторами Инвестиционного банка «КИТ Финанс» (носил название «Вэб-инвест Банк»).
Работал в журнале «Адреса Петербурга», газете «Вечернее время», на радио «Эрмитаж».
В 2005—2007 годах работал в изданиях издательского дома «Bonnier Business Press»: был корреспондентом и редактором раздела о финансах газеты «Деловой Петербург», а также автором и редактором проекта о личных финансах и нескучной жизни в приложении «Делового Петербурга» «Доход». Торговал портфелем ценных бумаг газеты до 2007 года.
В сентябре 2007 года стал главным редактором новой ежедневной газеты «РБК daily Санкт-Петербург». Горянову принадлежала ведущая роль в формировании первичного состава редакции газеты. Газета быстро заняла свою нишу на медиа-рынке Петербурга.
В 2009 году покинул пост главного редактора газеты «РБК daily Санкт-Петербург» и переехал в Москву, чтобы возглавить журнал «Финанс». Был главным редактором журнала «Финанс» с февраля 2010 года по июнь 2011 года, когда журнал был закрыт владельцами издания «Актион Медиа» по причинам убыточности.
С сентября 2011 года по ноябрь 2014 года работал главным редактором интернет-издания «Slon.ru».
В 2014—2024 годах был генеральным продюсером Русской службы Би-Би-Си.
С 2024 года является исполнительным продюсером BBC Eye, где занимается производством документальных фильмов.
Был одним из авторов и ведущих программы «Деньги» на телеканале «Дождь».
Преподавал в Школе новых медиа Высшей школы экономики и Школе современной журналистики Европейского университета в Санкт-Петербурге.
Является одним из основателей и экспертов санкт-петербургского лектория «Контекст».